# الن شیل آلبو
الن شیل آلبو (انگلیسی: Ellen Scheel Aalbu؛ زادهٔ ۲۶ نوامبر ۱۹۶۸) بازیکن فوتبال اهل نروژ است.